# 가사시마역
가사시마역(일본어: 笠島駅)은 일본 니가타현 가시와자키시에 있는, 동일본 여객철도 신에쓰 본선의 철도역이다.

## 역 구조
단선 승강장 2면 2선의 구조를 지닌 지상역이다. 승강장은 과선교로 연락하고 있다. 곡선 상에 위치해, 승강장 폭이 좁은 구조이다. 나가오카역 관리의 무인역. 자동발권기 등은 설치되지 않았다.

### 승강장
| (남쪽) | ■ 신에쓰 본선 | 사이가타 · 나오에쓰 방면   |
| (북쪽) | ■ 신에쓰 본선 | 가시와자키 · 나가오카 방면 |

## 역세권 정보
- 국도 제8호선
- 호쿠리쿠 자동차도

## 역사
- 1951년 3월 1일 - 일본국유철도 신에쓰 본선의 임시승강장으로 개업했다.
- 1952년 7월 1일 - 보통역이 되었다.
- 1987년 4월 1일 - 민영화에 따라 동일본 여객철도의 소속이 되었다.

## 인접역
| 동일본 여객철도 신에쓰 본선 | 동일본 여객철도 신에쓰 본선 | 동일본 여객철도 신에쓰 본선 |
| --------------------------- | --------------------------- | --------------------------- |
| 요네야마 나오에쓰 방면      | ■ 보통                      | 오미가와 니가타 방면        |